# Alcidion umbraticum
Alcidion umbraticum är en skalbaggsart som först beskrevs av Jacquelin du Val 1857.  Alcidion umbraticum ingår i släktet Alcidion och familjen långhorningar.
Artens utbredningsområde är:
- Bahamas.
- Kuba.

Inga underarter finns listade i Catalogue of Life.